# Fábulas de La Fontaine

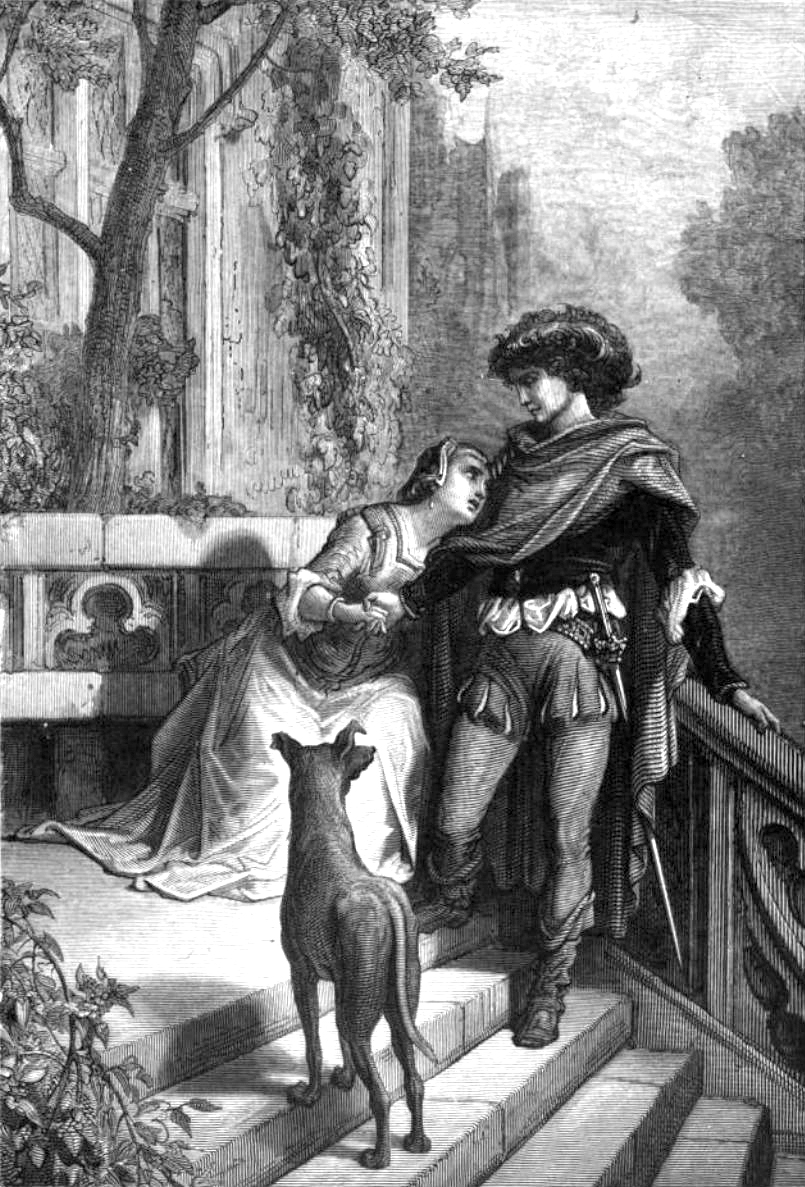
Dibujo del libro Dos palomas de Gustave Doré.

Las Fábulas de La Fontaine, también conocidas simplemente como Las Fábulas, es una obra del escritor y poeta francés Jean de La Fontaine que publicó la primera parte en 1668 y la segunda once años más tarde, en 1679. Es una compilación de 243 fábulas, escrito en forma de poema, en las que animales con características humanas tienen un papel central, con una moraleja como colofón.

## Contexto
Jean de La Fontaine dominó géneros diferentes (como los cuentos de hadas), pero fue conocido sobre todo por sus fábulas. Las pudo publicar gracias a un mecenas. La primera parte de la compilación de fábulas fue publicada el 1668 y fue dedicada a Luis de Francia, también llamado Le Grand Dauphin (el gran delfín). Esta parte corresponde a los libros I-VI. Después de la muerte de Enriqueta de Inglaterra, donde vivía La Fontaine, encontró refugio en casa de Madame de La Sablière, con quien tenía una amistad sólida. Ella tenía un salón que era visitado por muchos escritores, científicos y filósofos célebres, como Jean Racine, Molière y Madame de Sévigné. La Fontaine escribió la segunda parte de las fábulas un decenio después de la primera parte. Publicó la obra en 1679 y la dedicó a Madame de Montespon, la amante del rey. La segunda parte corresponde a los libros VII-XI. El éxito de esta obra fue todavía más grande que el obtenido por la primera parte, a pesar de la censura. Antes de su muerte, La Fontaine tuvo que distanciarse de sus fábulas.

## Género
Jean de La Fontaine no fue el primero en utilizar el género de la fábula. Unos cuántos siglos antes de Cristo, Esopo escribió innumerables fábulas y es considerado como el fundador de este género. La palabra "fábula" viene del latín fabula, derivado del verbo fabulare, "hablar". Una fábula se caracteriza por su brevedad y simplicidad, donde animales con características humanas ocupan a menudo un lugar central. Las fábulas tienen un objetivo didáctico; la moraleja no falta nunca y es básica en este género, que intenta enseñar algo al lector. Jean de La Fontaine, reescribió algunas de las fábulas más conocidas de Esopo, como por ejemplo La cigarra y la hormiga.
Otro poeta de fábulas fue el griego Fedro. Se inspiraba en Esopo, pero con alguna variación; con el paso del tiempo decidió escribir las fábulas en forma de poema. Además, gracias a las adiciones satíricas y anecdóticas, los textos de Fedro son menos "secos" que los de Esopo. 
El género de la fábula no nos llegó solamente de griegos y romanos, en el Extremo Oriente también había muchos narradores chinos, indios y persas. Estas fábulas fueron llevadas por los árabes a España y más tarde traducidas al francés y demás lenguas. Jean de La Fontaine conoció algunas de estas fábulas gracias al salón de Madame de La Sablière, por donde pasaban muchos viajeros que habían visitado países extranjeros. Era un género muy popular entre los lectores franceses, sobre todo por su exotismo.

## Prólogo
En el prólogo, Jean de La Fontaine habla de sus predecesores como Esopo. Los trata con respeto e indica que admira la brevedad y simplicidad de su obra, pero que en el siglo XVII, la gente quiere otra cosa. Antes de la publicación de sus fábulas, este género era considerado como "bajo". Jean de La Fontaine queda muy modesto al prólogo cuando indica que ha reescrito algunas fábulas de sus predecesores. Quería modernizar el género, que hizo aplicando un estilo refinado con más encanto y en forma de poema. Fue un éxito enorme. 

## Primera publicación
La primera publicación de las fábulas incluye los libros I hasta el VI. De La Fontaine presenta muchos animales y empieza con una de las fábulas más conocidas: La cigarra y la Hormiga. Esta fábula, Jean de La Fontaine, la termina con una moraleja, como en el resto de sus obras, en las que este método pedagógico (la moraleja) no suele faltar y las podemos encontrar al final de todas sus fábulas. 